# 下田城 (伊豆国)
下田城（しもだじょう）は、静岡県下田市にあった日本の城（海城）。戦国時代末期の小田原・北条氏の水軍の拠点。1588年北条氏直築城。

## 立地・構造
現在の静岡県下田市の、下田港の湾口を扼する西側の岬全体が城地だった。直径800mの円内に複数の入江が点在する天然の地形を利用し、曲輪が配置されていた。本丸は東西12m・南北30mの平場で、本丸の北側に2段の天守曲輪があった。最南端のお茶ケ崎に物見櫓があり、直下の和歌の浦が船溜りとされた。

## 歴史
後北条氏は当城を小田原水軍の根拠地とし、玉縄衆の朝比奈孫太郎が入っていた。やがて豊臣秀吉との関係が悪化すると伊豆衆の清水康英を城将とし、豊臣軍の来襲に備えて改修された。天正18年（1590年）に豊臣側の長宗我部元親、九鬼嘉隆、脇坂安治、加藤嘉明らの率いる一万以上の水軍が来襲し、康英は手兵600余で約50日にわたって籠城した後に開城している。北条氏の滅亡後は徳川家康の家臣・戸田忠次が下田5,000石を治め、当城主となった。忠次の子・尊次は慶長6年（1601年）に三河国の田原城へ転封となり、以後は江戸幕府の直轄領として下田町奉行が支配し、廃城となった。
城址は下田公園となっている。北条の障子堀が直に見られる数少ない城である。